# Savonnières-devant-Bar
Savonnières-devant-Bar es una comuna francesa situada en el departamento de Mosa, en la región de Gran Este.

## Demografía
| 642 | 632 | 569 | 527 | 548 | 451 |
| Para los censos de 1962 a 1999 la población legal corresponde a la población sin duplicidades (Fuente: INSEE [Consultar]) |     |     |     |     |     |